# Rolands Bērziņš
Rolands Bērziņš, ook geschreven als Roland Berzinsh (Riga, Letland; 14 januari 1975), is een Letse schaker met een FIDE-rating van 2427 in 2005 en rating 2408 in 2016. Hij is, sinds 1993, een Internationaal Meester (IM).  

## Individuele resultaten
Bērziņš behaalde een sterk resultaat in de volgende internationale schaaktoernooien:
- In 1998, 1e in Prievidza (Slowakije)[1]
- In 1999, 1e in Bern (Zwitserland)[2]
- In 1999, 2e in Tampere (Finland)[3]
- In 2000, 2e in Hamburg (Duitsland)[4]
- In 2000, 1e in Norderstedt (Duitsland)[5]

Hij werd derde in het schaakkampioenschap van Letland in 2002 (Ilmars Starostits won het toernooi) en hij werd tweede in 2003 (Jevgeni Svesjnikov won). Ook in 2005 speelde hij mee in het toernooi om het kampioenschap van Letland, deze keer eindigde hij met 5 uit 12 op de tiende plaats.

## Resultaten in teams
Rolands Bērziņš speelde  in 1992 voor Letland in het Europees schaakkampioenschap voor landenteams in Debrecen aan het reservebord  (+1, =5, -1).
Bērziņš speelde  in 2002 voor Letland in de  Schaakolympiade in Bled aan het eerste reservebord  (+2, =3, -5).

## Overig
Rolands Bērziņš studeerde af aan de Universiteit van Letland met een graad in  psychologie.  

## Externe koppelingen
- (en)   Informatie over schaakpartijen van Rolands Bērziņš op ChessGames.com
- (en)   Informatie over schaakpartijen van Rolands Bērziņš op 365chess.com
- (en)  FIDE-ratinggegevens voor Rolands Bērziņš